# WWE 위민스 챔피언십 (1956년~2010년)

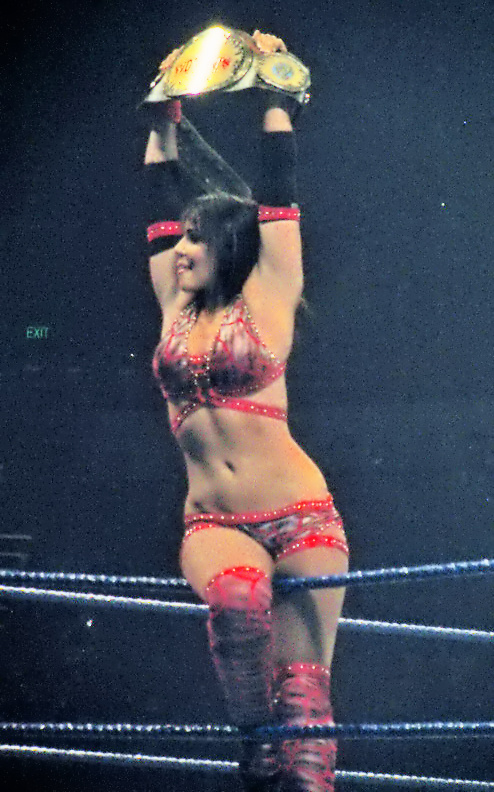
마지막 챔피언 레일라

WWE 위민스 챔피언십(WWE Women's Championship)은 WWE에 속한 챔피언십중 하나의 챔피언십이었다. 1956년부터 2010년에 WWE 디바스 챔피언십과 통합되어 폐지되었을때까지 존재하였던 여성 타이틀이다.

## 역사
WWE 위민스 디비젼은 , 1980년 이전에는 당시에는 미비하게 존재했었으나 그렇게 활용되지는 않았었다. 하지만 1984년 , 당시 NWA 위민스 챔피언이자 챔피언십을 소유하고 있었던 더 패뷸러스 물라가 타이틀의 소유권을 WWE 회장 빈센트 케네디 맥맨에게 팔면서 WWE에도 위민스 디비젼이 생성되었다.
초대 WWE 위민스 챔피언은 더 패뷸러스 물라로 추대되었다. WWE에서는 더 패뷸러스 물라가 1956년 5월 16일에 첫 NWA 위민스 챔피언에 등극했던 시기를 공인했으나 , 더 패뷸러스 물라가 1966년 9월 17일 , 베티 부쳐에게 타이틀을 넘겨준 뒤의 시기부터 1978년 10월 10일 , 당시 NWA 위민스 챔피언이었던 에블린 스티븐스에게서 더 패뷸러스 물라가 타이틀을 탈환 시기까지는 WWE 측에서 인정하지 않게 되었다. 따라서 , WWE는 더 페뷸러스 물라가 1956년 첫 챔피언에 된 시기부터 , 1984년 6월 23일 , 웬디 릭터에게서 타이틀을 내준 시기만을 인정하며 공식적으로 더 페뷸러스 물라의 28년 재위 기간이 탄생하게 되었다.
WWE 위민스 디비젼은 향후 , 그 힘을 잃어 1990년대 타이틀이 폐지되었으나 , 신예 앨런드라 블레이즈의 등장으로 1993년 후반에 다시 등장하게 되었으며, 1993년 12월 13일 , WWE ALL American Wrestling에서 앨런드라 블레이즈가 하이디 리 모건을 상대로 토너먼트 결승에 우승하면서 WWE 위민스 챔피언에 등극하게 되었다. 하지만 , 그로부터 2년 뒤 , 앨런드라 블레이즈가 버샤 페예에게서 타이틀을 재탈환 할 시기에 WWE와 앨런드라 블레이즈의 계약이 종료되었다. WWE가 앨런드라 블레이즈와 재계약을 시도했으나 , 실패되었고 앨런드라 블레이즈는 당시 WWE의 라이벌 단체인 WCW와 계약을 채결했고 , 앨런드라 블레이즈가 WCW 나이트로에서 데뷰할 당시 , 가지고 있던 WWE 위민스 챔피언십 벨트를 쓰레기 통에 버리는 장면을 연출했고 이를 본 WWE는 굉장히 충격을 입었다고 한다. 그 이후 , 다시 한번 WWE에서 위민스 챔피언십은 폐지가 되었다.
앨런드라 블레이즈라는 탑 디바가 사라진 뒤 , WWE에서는 여성을 레슬러보다는 매니져와 각본에 투입만 시켰던 상황이었고 , 그 시기에 써니와 세이블이 탑 디바로 자리매김하기 시작했다. 이후 , WWE는 WCW에서 활동했던 잭클린을 데려와 세이블의 라이벌로서 각본에 투입시켰고 , 세이블과 잭클린 , 마크 메로의 3각 대립이 의외로 인정받아 다시 한번 여성 디비젼이 부활하게 된 계기가 되었다. 1998년 9월 15일 , 당시 WWE 커미셔너였던 서젼 슬로터가 따로 토너먼트를 열지 않고 잭클린과 세이블의 WWE 위민스 챔피언십 경기를 주선하게 되고 , 이 경기에서 마크 메로가 잭클린을 도와주며 잭클린이 WWE 위민스 챔피언 등극과 동시에 , 최초 흑인 챔피언으로 등극하게 되었다. 잭클린 - 세이블 - 데브라 - 아이보리 - 패뷸러스 물라 - 아이보리 - 더 캣 - 하비나 - 잭클린 - 스테파니 맥맨 - 리타 - 아이보리 - 차이나 등 , WWE 위민스 디비젼은 활발히 이용되었으나 , 또다시 WWE는 위민스 챔피언 차이나와의 계약을 놓고 의견 충돌을 보이기 시작했다. 차이나는 자신의 봉급을 올려달라고 제안을 했지만 WWE는 이를 거절했고 , 결국 차이나와의 WWE 재계약이 불발되면서 WWE 위민스 챔피언십은 주인 잃은 낙동강 오리알 신세가 되고 말았다.
하지만 2001년 그해 , 11월 , 당시 연합군 소속의 윌리엄 리걸은 WWE 소속, 트리쉬 스트래터스 , 잭클린 , 리타와 연합국 소속의 아이보리와 마이티 몰리 ( = 몰리 할리 ) , 의문의 디바( 서바이버 시리즈에서 ECW 출신의 재즈로 밝혀짐)를 투입시켜 6팩 챌린지 방식의 WWE 위민스 타이틀 경기를 부킹했고 , 이 경기에서는 트리쉬 스트래터스가 챔피언에 등극하면서 역사가 다시 시작하게 되었다. 2002년 , 브랜드 분리 이후 , WWE 위민스 챔피언십은 스맥다운의 디바들도 참여하면서 공동 소속으로 각본이 이행되었으나 , 2002년 하반기부터는 자연스럽게 RAW에 소속되었고 , 스맥다운 디바들은 위민스 챔피언십에 도전하기 위해서는 드래프트 혹은 이적을 해야 가능했으며, 위민스 챔피언십 디비젼이 RAW에 부속되면서 , 자연스럽게 RAW쪽에서는 기량이 뛰어난 디바들이 그리고 스맥다운쪽에서는 미모의 디바들이 브랜드에 소속되면서 서로 다른 스토리라인이 진행되어왔다.
WWE 위민스 챔피언십은 그렇게 6년 동안 홀로 군림하다 , 2008년 6월 당시 스맥다운 단장 비키 게레로의 결정으로 스맥다운에 디바스 챔피언십이 신설되면서 RAW와 스맥다운 균등하게 디바들이 챔피언십에 도전할 수 있게 되었고 , 2009년 드래프트를 통해 , 7년간 RAW에 속해있던 위민스 타이틀이 스맥다운으로 , 급 신설되어 자리를 잡아가고 있던 디바스 타이틀이 RAW로 이동하게 되었다. 하지만 점차 스맥다운 위민스 챔피언십 디비젼에 베스 피닉스의 부상 , 티파니의 부재로 점점 힘을 잃어가기 시작했고 , 결국 2010년 나이트 오브 챔피언스에서 레일라와 미쉘 맥쿨이 멜리나를 꺽고 통합 디바스 챔피언십에 오르게 되면서 WWE 위민스 챔피언십은 54년 만에 폐지되었다.
2016년 레슬매니아 32 이후 WWE에서 디바스 디비전을 위민스 디비전으로 개편하기로 하면서, WWE 디바스 타이틀이 폐지되고 명칭만 동일한 타이틀이 창설된다.

## 역대 타이틀 명칭
| 타이틀 명칭              | 연도            |
| ------------------------ | --------------- |
| NWA 월드 위민스 챔피언십 | 1956년 ~ 1983년 |
| WWF 위민스 챔피언십      | 1983년 ~ 2002년 |
| WWE 위민스 챔피언십      | 2002년 ~ 2010년 |

## 기록들
- 초대 챔피언 : 더 패뷸러스 물라 ( 1956년 9월 18일 )
- 마지막 챔피언 : 레일라 ( 2010년 5월 14일 )
- 최장수 챔피언 : 페뷸러스 물라 (10,770일)
- 최단 기간 챔피언 : 미키 제임스 (1시간)
- 최다 챔피언 : 트리시 스트래터스 (7회)
- 최중량급 챔피언 : 버샤 페이 (120kg)
- 최경량급 챔피언 : 미스 키티 (48kg)
- 최고령 챔피언 : 페뷸러스 물라 (76세 106일)
- 최연소 챔피언 : 웬디 릭터 (22세 321일)

## 역대 챔피언
- 페뷸러스 물라 (초대 챔피언)
- 웬디 릭터
- 레일라니 카이
- 벨벳 맥킨타이어
- 센세이셔널 셰리
- 로킨 로빈
- 앨런드라 블레이즈
- 불 나카노
- 버샤 페이
- 잭클린 (초대 아프리카계 미국인 챔피언)
- 세이블
- 데브라
- 아이보리
- 미스 키티
- 하비 위플먼 (최초이자 유일한 남성 레슬러)
- 스테파니 맥맨
- 리타
- 차이나
- 트리쉬 스트래터스
- 재즈 (두 번째 아프리카계 미국인 챔피언)
- 몰리 할리
- 빅토리아
- 게일 킴 (한국계 캐나다인 선수)
- 미키 제임스
- 멜리나
- 캔디스 미셸
- 베스 피닉스
- 미셸 맥쿨
- 레일라 (영국출신 초대 위민스 챔피언, 마지막 챔피언)

## 같이 보기
- WWE 위민스 챔피언십 (2023년)
- WWE 위민스 월드 챔피언십
- WWE 디바스 챔피언십
- WWF 위민스 태그팀 챔피언십
- WWE 위민스 태그팀 챔피언십
- WWE NXT 위민스 챔피언십
- TNA 녹아웃 월드 챔피언십
- TNA 녹아웃 월드 태그팀 챔피언십
- GFW 위민스 챔피언십
- AEW 위민스 월드 챔피언십